# Psí hotel
Psí hotel je hotel pro psy – jedná se o místo, kde se za úplatu poskytuje ubytování, v tomto případě psům, ať již krátkodobé či dlouhodobější.
Obvykle jsou součástí hotelu také související hotelové služby. U psího hotelu je samozřejmostí krmení a venčení. Jako další služby jsou započítány psí hry, popřípadě výcvik nebo vycházky mimo areál hotelu. V poslední době se hojně využívá služeb masáží psů a jiných alternativních metod relaxace i léčby.
Stejně jako u lidí, se psí hotely mohou rozdělit do kategorií ubytování od těch základních až po velice luxusní. Základním vybavením takového hotelu mohou být kotce uvnitř hotelové budovy, kotce venkovní s boudami, ale i ubytování přímo v bytě majitele hotelu. Psí hotely jsou tedy i vesnické a městské. Je tedy na majiteli psa, které prostředí pro svého psa upřednostní s ohledem na jeho zvyklosti, či mu dopřeje příjemnou změnu.
Majitelé psů většinou vyhledávají takové psí hotely, které se co nejvíce blíží zvyklostem jejich mazlíčka, kde je k němu přistupováno individuálně „jako doma“. 